# ハスケル・ウェクスラー
ハスケル・ウェクスラー（Haskell Wexler, 1922年2月6日 - 2015年12月27日）はアメリカ合衆国イリノイ州シカゴ生まれの映画キャメラマン、撮影監督、映画監督。

## プロフィール
商船の乗員を経て、シカゴ有数の資産家である父親の協力を元に映画スタジオを創設、かねてから手がけていたドキュメンタリー映画などの撮影の仕事を行い、映像作家としてのスタートを切るも、経験不足から経営が成り立たずにスタジオを閉鎖、撮影助手の仕事に就いた。助手時代には、伝説的なカメラマンでもあるジェームズ・ウォン・ハウの下でカメラオペレーターを務め、映画撮影に関する技術を磨くと同時に、自らの政治的関心から数多くのドキュメンタリー映画の製作に携わった。
そうした活動が下地となり、同じくドキュメンタリー出身の映画監督アーヴィン・カーシュナーとコンビを組み、劇映画に進出、そこでフランクリン・J・シャフナーやトニー・リチャードソンなどのテレビ界出身の新鋭監督の作品を担当する。ドキュメンタリーでの経験から、その当時としては画期的でもあった手持ちカメラや屋外ロケの多用、ズームレンズの採用などを積極的に行った。当初はそうした手法は前衛的とみなされ、批判の対象ともなったが、徐々に斬新な映像を求める監督たちの注目を集め、1966年にはマイク・ニコルズ監督の『ヴァージニア・ウルフなんかこわくない』に起用される。そこでは望遠レンズや手持ちカメラを駆使し、リチャード・バートンとエリザベス・テイラーの迫真の演技を臨場感ある映像で捉え、その斬新な映像表現により、見事アカデミー撮影賞に輝いた。その後も『夜の大捜査線』、『華麗なる賭け』、『カッコーの巣の上で』などのヒット作品を手がけ、『アメリカン・グラフィティ』ではビジュアル・コンサルタントを務めるなど、アメリカ映画を代表するカメラマンとなった。1975年には『ウディ・ガスリー/わが心のふるさと』で、二度目のアカデミー撮影賞を受賞し、『メイトワン1920』、『プレイズ』ではそれぞれノミネートを受けている。また、追加撮影を担当した『天国の日々』もアカデミー撮影賞を受賞している。全米批評家賞やインディペンデントスピリッツ賞など受賞歴は数多い。
劇映画の撮影監督として活動する一方で、同じく撮影監督であるコンラッド・L・ホールと共に製作会社を設立し、コマーシャルやドキュメンタリーの制作、監督、撮影を行っている。
姪には女優のダリル・ハンナがおり、『ブレードランナー』では駆け出しだった彼女を撮影したカットがある（クレジット無し）。息子のマーク・S・ウェクスラーは映像作家として活動しており、父であるウェクスラーをテーマにしたドキュメンタリー作品、『マイ・シネマトグラファー』を製作した。
また、1960年代には南カリフォルニア大学（USC）で教鞭をとり、ジョージ・ルーカスに映像製作の指導を行った。
2003年、ICG（国際撮影監督協会）は映画撮影史上最も影響を与えた人物のうちの1人としてウェクスラーを選出した。
2015年12月27日死去。93歳没。

## リベラリストとしての一面
アメリカを代表するリベラルな映画人として知られており、劇映画、ドキュメンタリーにおいても政治色の強い内容のものを数多く手がけている。特にベトナム戦争中の1960年代から70年代中盤にかけては、反戦をテーマにした作品を多く手がけている。撮影と監督をつとめた『アメリカを斬る　」では、ベトナム戦争を起因に暴動まで発展した1968年の民主党大会を題材にしており、『敵に対する序論』では1974年のベトナム戦争末期に反戦活動の旗手であったジェーン・フォンダとともに北ベトナムに取材活動に渡るなどの活動を行った。
こうした行動とやや攻撃的ともとれる内容から、公安当局から監視されたり、上映に対しての圧力がかかるなどの辛酸をなめるが、プロテストソングの第一人者であるウディ・ガスリーをあつかった『ウディ・ガスリー/我が心のふるさと』では、アカデミー賞を含め、全米批評家賞などの栄誉に輝き、労働運動を扱った『メイトワン1920』でもノミネートを受けていることから、映画界ではその思想的な部分を差し引いてもその手腕は高く評価されている存在である。

## エピソード
- ジェームズ・ウォン・ハウのカメラ・オペレーターを担当した『ピクニック』では、ラストシーンに大規模なズームによる空中撮影を担当し、ハウから絶賛を受けた。また本作品はアカデミー撮影賞を受賞しており、オペレーター時代を含め、劇映画では4つのアカデミー賞に輝いていることになる。
- 『アメリカ アメリカ』では、監督であるエリア・カザンの下で撮影監督を務めたが、赤狩りの際の告発者であるカザンに対して、終始、軽蔑的な態度をとり続けた。しかしながら、撮影については「自身のベスト」と自負するほど素晴らしい内容となっている。
- 『カッコーの巣の上で』では、撮影以外にも、脚本や演出補佐においても作品に貢献していたが、製作者であるソウル・ゼインツやマイケル・ダグラスから突然解雇されるという一幕があった。当時、反戦活動に関わっていたことなどを危惧していたなどの様々な憶測が流れたが、真相は藪の中である。
- 色覚異常（青色）である（彼に関するドキュメンタリー映画『マイ・シネマトグラファー』より）。

## 作品
下記はウェクスラーが携わった作品の一部抜粋である。

### 撮影監督

#### 長編映画
- アメリカ アメリカ America, America (1963)
- ラブド・ワン The Loved One (1965)
- ヴァージニア・ウルフなんかこわくない Who's Afraid of Virginia Woolf? (1966)
- 夜の大捜査線 In the Heat of the Night (1967)
- 華麗なる賭け The Thomas Crown Affair (1968)
- カッコーの巣の上で One Flew Over the Cuckoo's Nest (1975)
- ウディ・ガスリー/わが心のふるさと Bound for Glory (1976)
- 帰郷 Coming Home (1978)
- 大狂乱 Lookin' to Get Out (1982)
- カラーズ 天使の消えた街 Colors (1988)
- 3人の逃亡者 Three Fugitives (1989)
- ブレイズ Blaze (1989)
- アザー・ピープルズ・マネー Other People's Money (1991)
- 夢を生きた男/ザ・ベーブ The Babe (1992)
- フィオナの海 The Secret of Roan Inish (1994)
- ジョン・キャンディの大進撃 Canadian Bacon (1995)
- 狼たちの街 Mulholland Falls (1996)

#### ドキュメンタリー
- バス The Bus (1965)
- ソンミ村虐殺事件 元兵士たちへのインタビュー Interviews with My Lai Veterans (1971)（短編）
- 敵に対する序論 Introduction to the Enemy (1974)
- アンダーグラウンド Underground (1976)
- War Without Winners (1978)（短編）

### 監督

#### 長編映画
- アメリカを斬る Medium Cool (1969)
- バス2 Bus II (1983)
- ラティノ Latino (1985)
- フロム・ウォーフ・ラッツ・トゥ・ローズ・オブ・ザ・ドックス From Wharf Rats to Lords of the Docks (2007)